# فهرست قنات‌های شهرستان ورزقان
جدول زیر بر اساس آمار وزارت جهاد کشاورزیتهیه شده‌است. فهرست زیر قنات‌های شهرستان ورزقان در استان آذربایجان شرقی را نشان می‌دهد.
| نام قنات    | موقعیت                   | نزدیک‌ترین روستا | طول قنات (متر) | تعداد میله چاه | عمق مادر چاه | دبی (لیتر بر ثانیه) | سطح زیر کشت (هکتار) |
| ----------- | ------------------------ | --------------- | -------------- | -------------- | ------------ | ------------------- | ------------------- |
| آبخواره     | بخش مرکزی شهرستان ورزقان | آبخواره         | ۵۰۰            | ۳۴             | ۴            | ۶                   | ۶                   |
| اقبلاغ سفلی | بخش مرکزی شهرستان ورزقان | اقبلاغ          | ۱۵۰            | ۱۵             | ۵            | ۷                   | ۰                   |
| اویلق       | بخش مرکزی شهرستان ورزقان | اویلق           | ۱۰۰            | ۱۰             | ۵            | ۹                   | ۱۰                  |
| بکرآباد     | بخش مرکزی شهرستان ورزقان | بکرآباد         | ۳۰۰            | ۲۰             | ۶            | ۶                   | ۸                   |
| علویق       | بخش مرکزی شهرستان ورزقان | علویق           | ۳۰۰            | ۲۰             | ۶            | ۹                   | ۳۰                  |